# لوکا دی مئو
لوکا دی مئو (انگلیسی: Luca de Meo؛ زادهٔ ۱۳ ژوئن ۱۹۶۷) مدیر اجرایی اهل ایتالیا است، که هم‌اکنون به‌عنوان مدیرعامل شرکت رنو فعالیت می‌کند.